# Belagerung von Toulon (1793)
1792

Porrentruy – Marquain – Quiévrain – Verdun – Thionville – Valmy – Lille – Mainz (1792) – Jemappes
1793

Aldenhoven I – Namur – Neerwinden – Mainz (1793) – Famars – Valenciennes (1793) – Arlon (1793) – Hondschoote – Meribel – Avesnes-le-Sec – Pirmasens – Toulon – Fontenay-le-Comte – Cholet – Lucon – Trouillas – Dünkirchen – Le Quesnoy – Menin I – Wattignies – Weißenburg I – Biesingen – Kaiserslautern I – Weißenburg II
1794

Boulou – Landrecis – Menin II – Mouscron – Martinique – Guadeloupe – Tourcoing – Tournai – Kaiserslautern II – San-Lorenzo de la Muga – 13. Prairial – Fleurus – Kaiserslautern III – Vosges – Aldenhoven II
1795

Cornwallis’ Rückzug – Genua – Groix – Hyeres – Handschuhsheim – Mainz (1795) – Mannheim – Loano
1796

Montenotte – Millesimo – Dego – Mondovì – Lodi – Borghetto – Castiglione – Mantua – Siegburg – Altenkirchen – Wetzlar – Kircheib – Kehl – Kalteiche – Friedberg  – Malsch – Neresheim – Sulzbach – Deining – Amberg – Würzburg – Neufundland – Rovereto – Bassano – Limburg – Biberach I – Emmendingen – Schliengen – Caldiero – Arcole – Irland
1797

Fall von Kehl – Rivoli (1797) – St. Vincent – Diersheim – Santa Cruz – Neuwied – Camperduin
Die Einnahme und Belagerung von Toulon dauerte vom 18. September bis zum 18. Dezember 1793. Die Stadt hatte sich zuvor von der Herrschaft der Jakobiner abgewandt und sie sowie den wichtigen Kriegshafen von Toulon den Alliierten unter Führung der Briten übergeben. Diese dachten zeitweise daran von dort aus die Gegenrevolution voranzutreiben. Die französischen Regierungstruppen belagerten die Stadt zunächst geführt von unfähigen Befehlshabern vergeblich, ehe das Kommando auf Jacques François Dugommier überging. Die Eroberung der Stadt ging maßgeblich auf die Pläne des damals noch untergeordneten Napoleon Bonaparte zurück. Nach dem Fall übten die Sieger ein blutiges Strafgericht aus.

## Alliierte Besetzung von Toulon
Die Entmachtung der Girondisten durch die radikalen Jakobiner führte in verschiedenen Teilen Frankreichs zu Unruhen. In Lyon und Marseille waren die Jakobiner zeitweise vertrieben worden. Ähnliches geschah auch in Toulon. Die Jakobiner ließen den Aufstand in Marseille niederschlagen und insbesondere der Kommissar Paul de Barras sorgte für eine drakonische Bestrafung der Unterlegenen.
Vor diesem Hintergrund verhandelten die führenden Bürger Toulons zusammen mit royalistisch gesinnten Flottenoffizieren mit den Alliierten unter Admiral Hood und Admiral Lángara. Sie öffneten die Stadt mit dem französischen Kriegshafen am 28. August für die britische und spanische Flotte. Am 29. August lief die britisch-spanische Flotte in die Rade de Toulon ein. Admiral Saint-Julien ordnete daraufhin für seine Schiffe Gefechtsbereitschaft an, jedoch nur vier von 17 Schiffen (die Duguay-Trouin unter dem Kommando von Julien Marie Cosmao-Kerjulien, die Commerce de Marseille kommandiert von der Mannschaft, die Tonnant und die Commerce de Bordeaux von Saint-Julien) gehorchten dem Befehl. Sie weigerten sich, die Bucht Petite rade zu verlassen. Daraufhin konnten die Briten ungehindert in Toulon an Land gehen.
Damit fielen alle Forts, Waffen, Vorräte und die französischen Kriegsschiffe in die Hand der Alliierten. Admiral Hood nahm die Stadt im Namen Ludwig XVII. in Besitz und versprach die Stadt nach dem Krieg und dem Ende der Revolution an Frankreich zurückzugeben. Auch die Aufständischen stellten sich nunmehr auf die royalistische Seite.
Die Erklärung von Hood entstand aus der Situation heraus und war nicht mit der Regierung unter William Pitt in London abgestimmt und widersprach deren bisheriger Politik. Allerdings verschaffte die Einnahme Toulons Pitt Rückenwind in einer schweren Regierungskrise. Toulon wurde für Pitt zu einem wichtigen Kriegsschauplatz. Es wurde alles daran gesetzt in Toulon eine starke britische und alliierte Armee zu versammeln, um von dort aus schließlich zur Offensive übergehen zu können. Die Hoffnungen allerdings, dass die Einnahme Toulons dazu führen würde, dass sich weitere Städte im Süden offen der Gegenrevolution anschließen würden, erfüllten sich nicht. Der Comte de Provence, der spätere Ludwig XVIII., plante, sich nach Toulon zu begeben, um für die royalistische Sache zu werben. Dies wurde von der britischen Regierung verhindert, weil man fürchtete, dass der Comte dort als Regent Frankreichs auftreten könnte.
Die Alliierten brachten in der Folge eine starke Armee in die Stadt. Die Stadt und die Befestigungen wurden von spanischen (4000 Mann), neapolitanischen (4000 Mann), sardinischen (2000 Mann) und britischen (8000 Mann) Einheiten besetzt. Insgesamt betrug die Zahl der alliierten Soldaten 18.000 Mann. Hinzu kamen französische Royalisten. Die Truppen besetzten auch die Verteidigungsstellungen auf den Höhen über der Stadt. Von See her schützte eine starke britisch-spanische Flotte vor einem Angriff. Diese verfügte über 12 Linienschiffe mit zusammen 900 Kanonen.

## Belagerung
Mit der Besetzung von Toulon hatte die Regierung in Paris die entscheidende Basis für die Kontrolle des Mittelmeers verloren. Es war für diese daher von großer Bedeutung, die Stadt wieder zurückzugewinnen. Daher wurde eine Belagerungsarmee nach Toulon entsandt. Die Belagerer mit anfangs zusammen etwa 12.000–14.000 Mann wurde zunächst von General Carteaux befehligt. Sie wurden kurze Zeit später um weitere 4.000 Mann der Italienarmee verstärkt. Jean-François Carteaux wurde vom französischen Nationalkonvent auf Grund seiner politischen Haltung zum General ernannt und sollte die Belagerung von Toulon führen. Befehlshaber der Artillerie war Napoleon Bonaparte. Dies war dessen erstes höheres Kommando.
Für ihn war klar, dass die französischen Geschütze gegen die alliierte Flotte nur dann erfolgreich sein können, wenn diese am äußersten Punkt der Halbinsel Colline du Caire und deren Ausläufern l’Eguilette und Balaguier platziert würden. Die Regierungskommissare vor Ort und die Offiziere stimmten dem zu. Der Wohlfahrtsausschuss in Paris lehnte den Plan dagegen ab. Stattdessen ließ General Carteaux die Stadt mit seinen dafür zu schwachen Kräften angreifen. Den Verteidigern gelang es ohne größere Probleme die Angreifer zurückzuschlagen. In der Folge befestigten sie die von Napoleon ins Auge gefasste Schwachstelle.
Innerhalb der französischen Kommandeure und Kommissare vor Ort gab es Bestrebungen, den Befehlshaber ablösen zu lassen. Auch Napoleon beteiligte sich mit entsprechend negativen Berichten an die Regierung in Paris daran, den General zu demontieren. Paris schickte zunächst einen General der Artillerie, während Napoleon zum stellvertretenden Artilleriechef und Major ernannt wurde. Letztlich war es dann auch Napoleon, der die eigentliche Leitung der Artillerie innehatte. Carteaux wurde schließlich am 25. Oktober abgesetzt. Auch sein Nachfolger, ein gelernter Arzt, erwies sich für den Posten als völlig ungeeignet. Er wiederum wurde nach dem Fall von Lyon von General Dugommier Mitte November abgelöst. Dieser verfügte schließlich über 32.000 Mann und 100 Geschütze.

Wiedereinnahme von Toulon durch die französischen Truppen: Deutscher Nachstich eines französischen Revolutionsbildes von Samuel Gysin aus dem Jahre 1816 nach Jacques François Joseph Swebach-Desfontaines

Er hatte die Qualität von Napoleons Ideen erkannt und gebilligt. Erste Versuche, die Geschütze zur Beschießung der gegnerischen Verteidigung in Stellung zu bringen, scheiterten durch den Ausfall der Belagerten am 29. November. Napoleon führte die Truppen zur Wiedereroberung der Batterien an. Dabei geriet der britische General O’Hara, zu dieser Zeit Oberbefehlshaber und Gouverneur der Stadt, in französische Hand. Seit dem 11. Dezember wurden die Geschütze nahe an das Fort Mulgrave (benannt nach dem britischen Kommandeur, Henry Phipps, 1. Earl of Mulgrave) herangebracht. Auf kurze Distanz wurden die Befestigungen unter massiven Beschuss genommen. Am 17. Dezember waren die Geschütze der Verteidiger schließlich zerstört. Ein erster Angriff auf die Stellungen scheiterte, ein zweiter von Napoleon geführter Versuch war erfolgreich. Dabei wurde er verwundet.
Damit konnte von dieser Stellung aus die alliierte Flotte im Hafen mit Kanonen angegriffen werden. Die Flotte und die alliierten Truppen verließen eilig die Stadt. Vor dem Abzug wurden 14 französische Kriegsschiffe zerstört, weitere 15 Kriegsschiffe wurden mitgenommen. Das Arsenal, die Forts und die Magazine wurden zerstört. Am 18. Dezember stürmten die französischen Truppen Toulon.

## Folgen
Die Truppen des Nationalkonvents drangen am 19. Dezember in die Stadt ein. Etwa 15.000 Bürger waren da schon von den Briten per Schiff nach Valletta in Sicherheit gebracht worden.
Die Rache an den verbliebenen 7.000 Einwohnern durch die Volksdeputierten Paul de Barras und Louis-Marie Stanislas Fréron war blutig. Sieben- bis achthundert Personen wurden auf Anschuldigungen der von der Thémistocle, einem von den Briten als Gefangenenhulk genutztem französischen Linienschiff der Téméraire-Klasse, entkommenen republikanischen Gefangenen bis zum 31. Dezember auf dem Marsfeld erschossen.
Gleichzeitig sprach die Revolutionskommission weitere 290 Verurteilungen aus.
Für Napoleon war der Erfolg von Toulon ein wichtiger Faktor für seinen kommenden Aufstieg. Er wurde am 22. Dezember zum Général de brigade befördert und nach der Heilung seiner Verwundung Anfang 1794 zum Kommandanten der Artillerie der Armée d’Italie ernannt.
Am 24. Dezember 1793 beschloss der Nationalkonvent per Dekret:

« Le nom infâme de Toulon est supprimé. Cette commune portera désormais le nom de „Port-la-Montagne“. »

„Der infame Name Toulon ist abgeschafft. Diese Gemeinde trägt von nun an den Namen „Port-la-Montagne“.“

Am 30. Dezember wurde auf dem Marsfeld in Paris eine Siegesfeier abgehalten.